# Paweł Paprocki
Paweł Paprocki herbu Jastrzębiec – łowczy dobrzyński w latach 1790–1793, łowczy rypiński w latach 1788–1790, członek Zgromadzenia Przyjaciół Konstytucji Rządowej, komisarz do magazynów wojskowych w konfederacji targowickiej.